# Monopyle
Monopyle é um género botânico pertencente à família Gesneriaceae.

## Sinonímia
Scoliotheca

## Espécies
Apresenta 21 espécis:
Monopyle angustifolia Monopyle divaricata Monopyle ecuadorensis
Monopyle flava Monopyle grandiflora Monopyle inaequalis
Monopyle iserniana Monopyle leucantha Monopyle macrocarpa
Monopyle macrophylla Monopyle maxonii Monopyle mexiae
Monopyle panamensis Monopyle paniculata Monopyle pilosula
Monopyle puberula Monopyle racemosa Monopyle sodiroana
Monopyle stenoloba Monopyle subdimidiata Monopyle subsessilis